# NGC 7252
NGC 7252 је спирална галаксија у сазвежђу Водолија која се налази на NGC листи објеката дубоког неба.
Деклинација објекта је - 24° 40' 42" а ректасцензија 22h 20m 44,8s. Привидна величина (магнитуда) објекта NGC 7252 износи 11,1 а фотографска магнитуда 12,1. NGC 7252 је још познат и под ознакама ESO 533-15, MCG -4-52-36, ARP 226, IRAS 22179-2455, PRC D-35, AM 2217-245, Atom for peace galaxy, PGC 68612.